# Běleňská lípa
Běleňská lípa je nejstarší lípou jižních Čech a zároveň jedním z nejstarších stromů České republiky. Do roku 1951 byla s původním kmenem i nejmohutnějším stromem na českém území. V dnešní době je zmlazená lípa chráněna jako památný strom. Roste v zaniklé obci (dnes osadě) Běleň, která je nyní součástí zhruba 3 kilometry vzdáleného Malšína.
V roce 2021 byla Běleňská lípa nominována do finále národní ankety Strom roku.

## Základní údaje
- název: Běleňská lípa
- výška: 18 m (1990),[1] 19 m[3]
- obvod: 1250 cm (1950), 540 cm (1990),[1] 570 cm[3]
- věk: 800 let[3], 847-897 let (aktuálně podle inf. tabule)[4]
- sanace: -
- umístění: kraj Jihočeský, okres Český Krumlov, osada Běleň (část obce Malšín)

Lípa je veřejně přístupná, v její blízkosti je umístěn kříž (boží muka) a lavičky.

## Stav stromu a údržba
Podle dobových fotografií ze 30. let měla lípa ještě původní kmen s několika otvory a dutinou (již prázdnou). V roce 1950 byl naměřen obvod kmene 1250 cm, o rok později do lípy uhodilo a téměř celá vyhořela. K velkému překvapení ale zbylá část kmene přežila, zregenerovala a omladila. Dnes je lípa plně vitální, byť je absence části původního kmene patrná.
Přímo na stromě je umístěna informační tabule z roku 1978, která uvádí věk 800-850 let, což by k aktuálnímu datu znamenalo 847-897 let.

## Historie a pověsti
Předpokládá se, že lípa byla vysazena kolem roku 1200 (či dříve) při založení obce, konkrétně statku Bělenův dvůr. V této době stál již zhruba 150 let klášter v Zátoni, odkud vedla cesta procházející právě kolem Bělenova dvora dál k Vyššímu Brodu. Pod Bělenskou lípou tábořili husité a později i vojska třicetileté války.
Od roku 1518 stála u lípy rychta. Za vlády Petra Voka z Rožmberka již byla lípa tak mohutná, že jí bylo vidět z okolních mlýnů.

## Památné stromy v okolí
- lípy v Horní Světlé - dvě památné lípy v zaniklé obci Horní Světlá (sev. od Malšína)
- lípy ve Svérázi - dvojice památných lip na jihozápadě osady Svéraz